# Pourouma floccosa
Pourouma floccosa là loài thực vật có hoa trong họ Tầm ma. Loài này được C.C. Berg miêu tả khoa học đầu tiên năm 1993.